# Alessandro Ciranni
Alessandro Ciranni (Genk, 28 giugno 1996) è un calciatore belga, difensore del Gloria Buzău.

## Biografia
È in possesso della cittadinanza italiana e di quella olandese.

## Carriera
Cresciuto nel settore giovanile del Genk, il 13 gennaio 2016 passa in prestito all’MVV; il 24 maggio viene acquistato a titolo definitivo, firmando un biennale con la squadra di Maastricht.
Dopo due ottime stagioni disputate in Eerste Divisie, l’11 maggio 2018 viene tesserato dal Fortuna Sittard, con cui si lega fino al 2021. L’anno seguente passa al R.E. Mouscron.

## Statistiche

### Presenze e reti nei club
Statistiche aggiornate al 22 settembre 2018.
| Stagione        | Squadra         | Campionato      | Campionato | Campionato | Coppe nazionali | Coppe nazionali | Coppe nazionali | Coppe continentali | Coppe continentali | Coppe continentali | Altre coppe | Altre coppe | Altre coppe | Totale | Totale | Totale |
| Stagione        | Squadra         | Comp            | Pres       | Reti       | Comp            | Pres            | Reti            | Comp               | Pres               | Reti               | Comp        | Pres        | Reti        | Pres   | Reti   |        |
| --------------- | --------------- | --------------- | ---------- | ---------- | --------------- | --------------- | --------------- | ------------------ | ------------------ | ------------------ | ----------- | ----------- | ----------- | ------ | ------ | ------ |
| gen.-giu. 2016  | MVV             | ED              | 10+2       | 0          | CO              | -               | -               | -                  | -                  | -                  | -           | -           | -           | 12     | 0      |        |
| 2016-2017       | MVV             | ED              | 38+4       | 5          | CO              | 1               | 0               | -                  | -                  | -                  | -           | -           | -           | 43     | 5      |        |
| 2017-2018       | MVV             | ED              | 38+2       | 3+1        | CO              | 1               | 0               | -                  | -                  | -                  | -           | -           | -           | 41     | 4      |        |
| Totale MVV      | Totale MVV      | Totale MVV      | 86+8       | 8+1        |                 | 2               | 0               |                    | -                  | -                  |             | -           | -           | 96     | 9      |        |
| 2018-2019       | Fortuna Sittard | E               | 16         | 0          | CO              | 0               | 0               | -                  | -                  | -                  | -           | -           | -           | 16     | 0      |        |
| Totale carriera | Totale carriera | Totale carriera | 102+8      | 8+1        |                 | 2               | 0               |                    | -                  | -                  |             | -           | -           | 112    | 9      |        |